# Hypoxis lusalensis
Hypoxis lusalensis är en enhjärtbladig växtart som beskrevs av Justyna Wiland. Hypoxis lusalensis ingår i släktet Hypoxis och familjen Hypoxidaceae. Inga underarter finns listade i Catalogue of Life.